# 宮尾昌典
宮尾 昌典（みやお まさのり、2002年6月1日 - ）は、ジャパンラグビーリーグワンの東京サントリーサンゴリアスに所属しているラグビーユニオン選手。

## 略歴
3歳の時に兵庫ラグビースクール（兵庫県神戸市）でラグビーを始める。
京都成章高等学校では、3年連続で花園（全国高等学校ラグビーフットボール大会）に出場し、3年時にチーム初の準優勝となる。
2019年、高2の時にU17日本代表として第27回日・韓・中ジュニア交流競技会に出場。
早稲田大学へ進み、1年時から関東大学対抗戦で全試合に先発出場し、7トライを挙げた。2年時に大学選手権でも先発出場し、準優勝。4年時には副将を務めた。
2025年2月4日、ジャパンラグビーリーグワンの東京サントリーサンゴリアスへの加入を発表した。同年3月、早稲田大学卒業。